# Oryctes monoceros
Espèce
Oryctes monoceros est une espèce d'insectes coléoptères de la sous-famille des Dynastinae (famille des Scarabaeidae), originaire d'Afrique orientale. Cet insecte est un ravageur du cocotier, tant au stade adulte qu'à l'état larvaire.
Synonymes
Selon Catalogue of Life (4 juillet 2014) :	
- Oryctes blucheaui Fairmaire, 1898
- Oryctes insularis Coquerel, 1852

## Taxonomie
Deux sous-espèces selon BioLib (17 aout 2014) :
- Oryctes monoceros blucheaui Fairmaire, 1898
- Oryctes monoceros monoceros (Olivier, 1789)